# Vassili Karis
Vassili Karis (Salonicco, 22 settembre 1938) è un attore greco.

## Biografia
Nato in Grecia come Vassili Karamesinis, dopo l'uccisione, durante la seconda guerra mondiale, del padre (soldato greco) da parte dei tedeschi, arriva in Italia nel 1947 con la madre greca che durante la guerra aveva conosciuto un soldato italiano. Nei primi anni sessanta a Cinecittà ottiene una serie di scritture in vari film del genere mitologico. Da quel momento e per alcuni anni la sua presenza nel cinema italiano, soprattutto di quello di genere, è costante. Il suo debutto cinematografico è del 1961 nel film Il conquistatore di Corinto di Mario Costa. Nel 1966 partecipa per la prima volta a un western all'italiana, genere nel quale otterrà numerosi ruoli. Il film del suo debutto nel genere è I cinque della vendetta di Aldo Florio. Per arrivare al primo vero ruolo da protagonista in questo genere bisogna aspettare il 1971 quando veste i panni di Texas Bill ne Il magnifico West di Gianni Crea. Nello stesso anno inizia la sua collaborazione con Roberto Mauri, che gli cuce addosso personaggi di buon successo come Spirito Santo, protagonista di tre lungometraggi.
Lo stesso Roberto Mauri nel 1972 con il film Un animale chiamato uomo tenta senza troppo successo di costruire una coppia composta da lui e dallo stuntman Omero Capanna sulla falsariga di quella formata da Bud Spencer e Terence Hill. Con la fine dell'epoca d'oro dello spaghetti western Karis si cimenta in numerose pellicole di generi diversi, dall'erotico alla fantascienza. Nel 1987 torna a frequentare il genere interpretando la parte del protagonista in Scalps di Claudio Fragasso e Bruno Mattei, un western estremamente violento che riscuote un discreto successo fuori dai confini italiani. Saltuariamente è stato anche direttore di produzione.
Dopo la fine della sua carriera è rimasto a vivere a Roma, dove tuttora risiede.

## Filmografia parziale
- Il conquistatore di Corinto, regia di Mario Costa (1961)
- Ercole sfida Sansone, regia di Pietro Francisci (1963)
- I dieci gladiatori, regia di Gianfranco Parolini (1963)
- Brenno il nemico di Roma, regia di Giacomo Gentilomo (1963)
- Gli invincibili tre, regia di Gianfranco Parolini (1964)
- Gli invincibili dieci gladiatori, regia di Nick Nostro (1964)
- I cinque della vendetta, regia di Aldo Florio (1966)
- Un angelo per Satana, regia di Camillo Mastrocinque (1966)
- I criminali della metropoli, regia di Gino Mangini (1967)
- Bersaglio mobile, regia di Sergio Corbucci (1967)
- Wanted Sabata, regia di Roberto Mauri (1970)
- Il magnifico west, regia di Gianni Crea (1971)
- ...e lo chiamarono Spirito Santo, regia di Roberto Mauri (1971)
- Lo chiamavano King, regia di Giancarlo Romitelli (1971)
- È tornato Sabata... hai chiuso un'altra volta!, regia di Gianfranco Parolini (1971)
- Bada alla tua pelle, Spirito Santo!, regia di Roberto Mauri (1972)
- Spirito Santo e le 5 magnifiche canaglie, regia di Roberto Mauri (1972)
- Seminò morte... lo chiamavano il Castigo di Dio!, regia di Roberto Mauri (1972)
- Un animale chiamato uomo, regia di Roberto Mauri (1972)
- Cristiana monaca indemoniata, regia di Sergio Bergonzelli (1972)
- A pugni nudi, regia di Marcello Zeani (1974)
- La rivolta delle gladiatrici, regia di Steve Carver (1974)
- 4 minuti per 4 miliardi, regia di Gianni Siragusa (1977)
- Anno zero - Guerra nello spazio, regia di Alfonso Brescia (1977)
- Casa privata per le SS, regia di Bruno Mattei (1977)
- Cosmo 2000 - Battaglie negli spazi stellari, regia di Alfonso Brescia (1978)
- Giallo a Venezia, regia di Mario Landi (1979)
- Amanti miei, regia di Aldo Grimaldi (1979)
- La bestia nello spazio, regia di Alfonso Brescia (1980)
- Le porno killers, regia di Roberto Mauri (1980)
- La belva dalla calda pelle, regia di Bruno Fontana (1981)
- Scalps, regia di Claudio Fragasso e Bruno Mattei (1987)
- Angel Hill, regia di Ignazio Dolce (1988)
- Bloody Psycho, regia di Leandro Lucchetti (1989)
- Il burattinaio, regia di Ninì Grassia (1994)
- Una grande voglia d'amore, regia di Ninì Grassia (1994)

## Doppiatori italiani
- Pino Colizzi in Brenno il nemico di Roma, I cinque della vendetta
- Massimo Turci in I dieci gladiatori, 4 minuti per 4 miliardi
- Cesare Barbetti in Gli invincibili dieci gladiatori
- Gigi Proietti in Un angelo per Satana
- Giancarlo Maestri in I criminali della metropoli
- Luciano Melani in Il magnifico West
- Natalino Libralesso in ...e lo chiamarono Spirito Santo
- Sandro Iovino in Lo chiamavano King
- Sergio Graziani in Bada alla tua pelle, Spirito Santo!
- Gigi Pirarba in Spirito Santo e le 5 magnifiche canaglie
- Daniele Tedeschi in Seminò morte... lo chiamavano il Castigo di Dio!
- Michele Gammino in Scalps
- Romano Malaspina in  Il burattinaio